# Bombardeig de riu Martín
El bombardeig de riu Martín fou l'operació naval més important de la Guerra d'Àfrica entre el Marroc i Espanya del 1859 i 1860.
El riu Martín era el nom colonial del riu Martil. Aquest havia estat escollit per Leopoldo O'Donnell com a lloc per desembarcar les tropes expedicionàries, però els oficials de marina van dissuadir al comandant en cap de portar-ho a terme perquè consideraven que amb els mitjans que tenia la marina (10 vaixells i 4 velers) no es podia fer front a la capacitat de foc artiller del fortí marroquí construït a la boca del riu. Finalment el desembarcament es va fer a Ceuta.
El comandant en cap va creure els oficials i no va fer comprovar el fortí marroquí. Això fou un greu error, ja que la zona de la frontera de Ceuta estava molt ben protegida i en canvi les defenses de riu Martil eren molt menys importants del que suposaven els oficials.
El 29 de desembre de l'1859 una esquadra de vuit vaixells va bombardejar el fortí de la boca del riu Martín, i després de poc temps de disparar l'artilleria el fortí va deixar de respondre; totes les seves bateries estaven fora de servei, probablement moltes ja abans del bombardeig. El desembarcament en aquest lloc hauria estalviat la vida a molts soldats dels dos bàndols.
Actualment la vila de Martil, a la banda nord del riu homònim és un centre turístic i el fortí bombardejat és desaparegut.